# 阿爾賓·韋斯巴赫
阿爾賓·韋斯巴赫（德語：Albin Weisbach，1833年12月6日—1901年2月26日）是一名德國礦物學家，也是弗賴貝格礦業學院的礦物學教授。他曾研究多種礦物，並描述和命名了多種礦物，包括銅砷鈾雲母、钙砷铀云母（Uranospinite）、鋇鈾雲母和硫銀鍺礦。

## 生平
韋斯巴赫出生於弗賴貝格，是朱利葉斯·韋斯巴赫教授和瑪麗·溫克勒（Marie Winkler）之子。他在礦業教授的圈子中長大，並對礦物產生興趣。他於1842年進入弗賴貝格文法學校，並於1850年進入礦業學院。他最喜歡的老師是斐迪南·萊奇。之後，他前往哥廷根和巴黎學習冶金學，並於1824年返回弗賴貝格擔任檢驗員。1827年，他開始教授物理，1830年開始教授石化，1842年開始教授化學。1856年，他成為高級冶金化驗師。奧古斯特·布賴特豪普特成為他的引路人和密友。他從父親那學習結晶學，並於1857年在海德堡獲得博士學位，其論文是關於魔方晶體形成礦物的畸形。他開始教授礦物學，並在布賴特豪普特退休後於1866年成為礦物學教授。
韋斯巴赫與蕾雅·施瓦姆克魯格（Lea Schwamkrug）結婚，育有四名子女。他因心臟驟停而遷往萊比錫附近的瑙恩霍夫療養院，並在那裡去世。

## 著作
- Über die Monstrositäten tesseral kristallisierender Mineralien. Freiberg 1858
- Tabellen zur Bestimmung der Mineralien mittels äußerer Kennzeichen. Leipzig 1866